# Bettina Krug
Bettina Krug (* 30. Juni 1953) ist eine ehemalige deutsche Fußballspielerin.

## Karriere

### Vereine
Krug gehörte der SSG 09 Bergisch Gladbach an, für die sie von 1970 bis 1990 als Abwehrspielerin aktiv gewesen ist. Während ihrer Vereinszugehörigkeit gewann sie siebenmal die Deutsche Meisterschaft und dreimal den DFB-Pokal, einschließlich den bei der Premiere am 2. Mai 1981 in Stuttgart beim 5:0-Sieg über den TuS Wörrstadt errungenen. Zudem gewann sie mit der Mannschaft den in Taiwan 1981 und 1984 inoffiziell ausgespielten Weltpokal.

### Auswahl-/Nationalmannschaft
Krug gewann zudem als Spielerin der Auswahlmannschaft des Fußball-Verbandes Mittelrhein das erstmals am 10. Mai 1981 in Bergisch Gladbach ausgetragene Finale um den Länderpokal, der gegen die Auswahlmannschaft des Niedersächsischen Fußballverbandes mit dem 1:0-Sieg errungen wurde.
Für die A-Nationalmannschaft bestritt sie drei Länderspiele, wobei sie der Mannschaft angehörte, die am 10. November 1982 in Koblenz die Premiere gegen die Schweizer Nationalmannschaft mit 5:1 gewann.

## Erfolge
- Deutscher Meister 1977, 1979, 1980, 1981, 1982, 1983, 1984
- DFB-Pokal-Sieger 1981, 1982, 1984
- Länderpokal-Sieger 1981

## Sonstiges
Krug lebt mit ihrer Lebenspartnerin Natalie seit 2008 in einer eingetragenen Lebenspartnerschaft. Das Paar lebt in Köln und hat ein Kind.